# Llista de topònims de Llorenç del Penedès
Llista de topònims (noms propis de lloc) del municipi de Llorenç del Penedès, al Baix Penedès
Informació actualitzada per un bot. Els canvis manuals es perdran quan s'actualitzi!

## casa
| imatge | Nom                                    | Ubicat a            | instància de | Detalls                     | coordenades                                                                                  | Protecció                                  | Commons (més fotos)                | Dades a WD                    |
| ------ | -------------------------------------- | ------------------- | ------------ | --------------------------- | -------------------------------------------------------------------------------------------- | ------------------------------------------ | ---------------------------------- | ----------------------------- |
|        | Cal Garcia                             | Llorenç del Penedès | casa         | Estil: arquitectura popular | 41° 16′ 58″ N, 1° 33′ 09″ E / 41.2828°N,1.5526°E ca:Plaça de la Vila                         | bé integrant del patrimoni cultural català | Cal Garcia (Llorenç del Penedès)   | Modifica les dades a Wikidata |
|        | Cal Murgades                           | Llorenç del Penedès | casa         | Estil: arquitectura popular | 41° 17′ 02″ N, 1° 33′ 08″ E / 41.2839°N,1.5522°E ca:Carrer Francesc Macià, davant l'església | bé integrant del patrimoni cultural català | Cal Murgades (Llorenç del Penedès) | Modifica les dades a Wikidata |
|        | Cal Ramon del Telèfon                  | Llorenç del Penedès | casa         | Estil: arquitectura popular | 41° 17′ 03″ N, 1° 33′ 09″ E / 41.2842°N,1.55256°E ca:Carrer Major                            | bé integrant del patrimoni cultural català | Cal Ramon del Telèfon              | Modifica les dades a Wikidata |
|        | habitatges dels masovers de l'Estrella | Llorenç del Penedès | casa         | Estil: arquitectura popular | 41° 16′ 41″ N, 1° 32′ 47″ E / 41.27813°N,1.54627°E                                           | bé integrant del patrimoni cultural català |                                    | Modifica les dades a Wikidata |

## curs d'aigua
| imatge | Nom                 | Ubicat a                                                          | instància de | Detalls                       | coordenades                                                  | Protecció | Commons (més fotos) | Dades a WD                    |
| ------ | ------------------- | ----------------------------------------------------------------- | ------------ | ----------------------------- | ------------------------------------------------------------ | --------- | ------------------- | ----------------------------- |
|        | riera de l'Albornar | Sant Jaume dels Domenys Llorenç del Penedès Santa Oliva Albinyana | curs d'aigua | Desemboca: riera de la Bisbal | 41° 15′ 07″ N, 1° 31′ 30″ E / 41.252068°N,1.525095°E 91 msnm |           |                     | Modifica les dades a Wikidata |
|        | torrent de Llorenç  | Llorenç del Penedès                                               | curs d'aigua | Desemboca: torrent del Lluc   | 41° 17′ 23″ N, 1° 33′ 00″ E / 41.2896°N,1.55012°E            |           |                     | Modifica les dades a Wikidata |

## entitat singular de població
| imatge | Nom                    | Ubicat a            | instància de                                   | Detalls  | coordenades                                                       | Protecció | Commons (més fotos) | Dades a WD                    |
| ------ | ---------------------- | ------------------- | ---------------------------------------------- | -------- | ----------------------------------------------------------------- | --------- | ------------------- | ----------------------------- |
|        | Llorenç del Penedès    | Llorenç del Penedès | entitat singular de població capital municipal | 2131 hab | 41° 17′ 02″ N, 1° 33′ 02″ E / 41.28390388°N,1.55050397°E 160 msnm |           |                     | Modifica les dades a Wikidata |
|        | el Priorat de Banyeres | Llorenç del Penedès | entitat singular de població                   | 291 hab  | 41° 16′ 31″ N, 1° 32′ 32″ E / 41.27532301°N,1.54219288°E 146 msnm |           |                     | Modifica les dades a Wikidata |

## església
| imatge | Nom                      | Ubicat a            | instància de    | Detalls                           | coordenades                                                           | Protecció                                  | Commons (més fotos)                  | Dades a WD                    |
| ------ | ------------------------ | ------------------- | --------------- | --------------------------------- | --------------------------------------------------------------------- | ------------------------------------------ | ------------------------------------ | ----------------------------- |
|        | Ermita de l'Estrella     | Llorenç del Penedès | església ermita | Estil: historicisme arquitectònic | 41° 16′ 42″ N, 1° 32′ 49″ E / 41.2784°N,1.54683°E es:43712, Tarragona | bé integrant del patrimoni cultural català | Ermita de l'Estrella                 | Modifica les dades a Wikidata |
|        | església de Sant Llorenç | Llorenç del Penedès | església        | Estil: historicisme arquitectònic | 41° 17′ 03″ N, 1° 33′ 08″ E / 41.2841°N,1.55217°E ca:Carrer Major     | bé cultural d'interès local                | Església de Sant Llorenç del Penedès | Modifica les dades a Wikidata |

## masia
| imatge | Nom              | Ubicat a            | instància de | Detalls                        | coordenades                                                                                | Protecció                                  | Commons (més fotos)                    | Dades a WD                    |
| ------ | ---------------- | ------------------- | ------------ | ------------------------------ | ------------------------------------------------------------------------------------------ | ------------------------------------------ | -------------------------------------- | ----------------------------- |
|        | Cal Figueres     | Llorenç del Penedès | masia        |                                | 41° 17′ 17″ N, 1° 32′ 12″ E / 41.287997°N,1.536717°E 176 msnm                              |                                            |                                        | Modifica les dades a Wikidata |
|        | Cal Fèlix        | Llorenç del Penedès | masia        |                                | 41° 16′ 53″ N, 1° 33′ 20″ E / 41.2815°N,1.55564°E                                          |                                            |                                        | Modifica les dades a Wikidata |
|        | Cal Prosset      | Llorenç del Penedès | masia        |                                | 41° 16′ 32″ N, 1° 31′ 41″ E / 41.2755223462628°N,1.52814666897409°E                        |                                            |                                        | Modifica les dades a Wikidata |
|        | Casa el Mas      | Llorenç del Penedès | masia        |                                | 41° 16′ 54″ N, 1° 33′ 11″ E / 41.2816°N,1.553°E ca:Carrer de Llevant / Carrer Pompeu Fabra | bé integrant del patrimoni cultural català | Casa el Mas (Llorenç del Penedès)      | Modifica les dades a Wikidata |
|        | Mas Gitano       | Llorenç del Penedès | masia        |                                | 41° 16′ 55″ N, 1° 32′ 04″ E / 41.2818370070948°N,1.53453643233266°E                        |                                            |                                        | Modifica les dades a Wikidata |
|        | masia l'Estrella | Llorenç del Penedès | masia        | Estil: arquitectura modernista | 41° 16′ 42″ N, 1° 32′ 47″ E / 41.2783°N,1.54645°E ca:Avinguda de l'Estrella                | bé integrant del patrimoni cultural català | Masia l'Estrella (Llorenç del Penedès) | Modifica les dades a Wikidata |

## polígon industrial
| imatge | Nom                          | Ubicat a            | instància de       | Detalls | coordenades                                                         | Protecció | Commons (més fotos) | Dades a WD                    |
| ------ | ---------------------------- | ------------------- | ------------------ | ------- | ------------------------------------------------------------------- | --------- | ------------------- | ----------------------------- |
|        | Polígon industrial L'Empalme | Llorenç del Penedès | polígon industrial |         | 41° 17′ 16″ N, 1° 33′ 31″ E / 41.2877599815268°N,1.55847890802322°E |           |                     | Modifica les dades a Wikidata |
|        | Polígon industrial La Rigola | Llorenç del Penedès | polígon industrial |         | 41° 17′ 19″ N, 1° 32′ 51″ E / 41.2887017288458°N,1.54741168395972°E |           |                     | Modifica les dades a Wikidata |

## Misc
| imatge | Nom                                          | Ubicat a                                 | instància de                           | Detalls                                                                              | coordenades                                                                                              | Protecció                                            | Commons (més fotos)                      | Dades a WD                    |
| ------ | -------------------------------------------- | ---------------------------------------- | -------------------------------------- | ------------------------------------------------------------------------------------ | --- | ---------------------------------------------------- | ---------------------------------------- | ----------------------------- |
|        | Aficionats castellers de Llorenç             | Llorenç del Penedès                      | colla castellera organització informal |                                                                                      | 41° 16′ 58″ N, 1° 33′ 11″ E / 41.2828638889°N,1.55306944444°E                                            |                                                      |                                          | Modifica les dades a Wikidata |
|        | Celler cooperatiu de Llorenç del Penedès     | Llorenç del Penedès                      | edifici                                | Arquitecte: Cèsar Martinell i Brunet Estil: arquitectura modernista noucentisme 1914 | 41° 17′ 01″ N, 1° 33′ 11″ E / 41.2836°N,1.55316°E ca:carrer Pompeu Fabra, 3                              | bé cultural d'interès local                          | Celler cooperatiu de Llorenç del Penedès | Modifica les dades a Wikidata |
|        | Mates del Jardí d'Oriol Martorell            | Llorenç del Penedès                      | arbre singular                         | Taxon: llentiscle (Pistacia lentiscus)                                               | 41° 17′ 00″ N, 1° 33′ 07″ E / 41.283386°N,1.551998°E                                                     |                                                      |                                          | Modifica les dades a Wikidata |
|        | Monument de l'Estrella                       | Llorenç del Penedès                      | monument                               |                                                                                      | 41° 16′ 47″ N, 1° 32′ 51″ E / 41.27974319458008°N,1.5474200248718262°E ca:Camí de l'Estrella             |                                                      |                                          | Modifica les dades a Wikidata |
|        | Priorat de Banyeres                          | Banyeres del Penedès Llorenç del Penedès | urbanització                           |                                                                                      | 41° 16′ 28″ N, 1° 32′ 57″ E / 41.27458°N,1.549029°E 135 msnm                                             |                                                      |                                          | Modifica les dades a Wikidata |
|        | Societat Cultural i Recreativa La Cumprativa | Llorenç del Penedès                      | organització                           | 1918                                                                                 | |                                                      |                                          | Modifica les dades a Wikidata |
|        | Societat Recreativa El Centre                | Llorenç del Penedès                      | institució cultural                    | 1889                                                                                 | |                                                      |                                          | Modifica les dades a Wikidata |
|        | casa consistorial de Llorenç del Penedès     | Llorenç del Penedès                      | casa consistorial                      |                                                                                      | 41° 16′ 55″ N, 1° 33′ 06″ E / 41.2818322°N,1.5515812°E                                                   |                                                      | Town hall of Llorenç del Penedès         | Modifica les dades a Wikidata |
|        | cases del carrer Vidal i Barraquer           | Llorenç del Penedès                      | edifici residencial                    |                                                                                      | 41° 17′ 03″ N, 1° 33′ 09″ E / 41.28404235839844°N,1.552579045295715°E ca:Carrer Vidal i Barraquer, 4 i 6 |                                                      |                                          | Modifica les dades a Wikidata |
|        | castell de Llorenç                           | Llorenç del Penedès                      | castell                                | Estil: arquitectura gòtica historicisme arquitectònic                                | 41° 17′ 05″ N, 1° 33′ 08″ E / 41.284626°N,1.552212°E ca:Plaça del Castell 161 msnm                       | bé d'interès cultural bé cultural d'interès nacional | Castell de Llorenç                       | Modifica les dades a Wikidata |
|        | cementiri de Llorenç del Penedès             | Llorenç del Penedès                      | cementiri                              |                                                                                      | 41° 17′ 01″ N, 1° 33′ 49″ E / 41.2837264618114°N,1.56366660858028°E                                      |                                                      |                                          | Modifica les dades a Wikidata |
|        | la Gallissa                                  | Llorenç del Penedès                      | granja                                 |                                                                                      | 41° 17′ 26″ N, 1° 32′ 46″ E / 41.2905776804142°N,1.5461758164083°E                                       |                                                      |                                          | Modifica les dades a Wikidata |
|        | rec de Cal Garcia                            | Llorenç del Penedès                      | canal                                  | Estil: arquitectura popular                                                          | 41° 17′ 03″ N, 1° 33′ 31″ E / 41.2842°N,1.5586°E                                                         | bé cultural d'interès local                          | Rec de Cal Garcia                        | Modifica les dades a Wikidata |